# Från nu till evighet
Från nu till evighet è un album in studio della cantante svedese Carola Häggkvist, pubblicato nel 2006.

## Tracce
1. Jag ger allt
2. Ingenting du säger
3. Evighet
4. Stanna eller gå
5. Vem kan älska mig
6. För alltid
7. Fast det är mörkt nu
8. Tro på kärleken
9. Jag lever livet
10. Nära dig
11. Genom allt (radioversion)
12. Invincible